# クリスティアン・ルーベン
クリスティアン・ルーベン（Christoph Christian Ruben,1805年11月30日 - 1875年7月9日）は、ドイツ生まれの画家である。プラハの美術アカデミー、ウィーン美術アカデミーで校長を務めた。

## 略歴
フランス統治下のトリーアで生まれた。1823年からデュッセルドルフ美術アカデミーのペーター・フォン・コルネリウスに装飾画を学び、1826年からミュンヘンに移り、ミュンヘンではレーゲンスブルク大聖堂やアウアー教会 (Auer Kirche) の装飾の仕事をした。
1836年にプラハのホーエンシュヴァンガウ城の装飾画の仕事を依頼された。その後油絵に転じ、風俗画を描いた。1841年にプラハの美術アカデミーの校長に任じられ、プラハでもプラハ城のベルヴェデーレ（夏の離宮）などの装飾画やトゥルノフの教会の祭壇画も描いた。
1852年から1872年の間、ウィーン美術アカデミーの校長を務めた。
ルーベンの指導した画家にはカレル・ヤヴーレク（1815年 - 1909）、ヨーゼフ・マティアス・トレンクヴァルト（1824年 - 1897年）、ヤロスラフ・チェルマーク（1830年 - 1878年）、レオポルト・カール・ミュラー（1834年 - 1892年）やガブリエル・フォン・マックス（1840年 - 1915年）らがいる。
1875年にウィーンで没した。息子のフランツ・レオ・ルーベン（Franz Leo Ruben:1842年 – 1920年）も画家となった。

## 作品

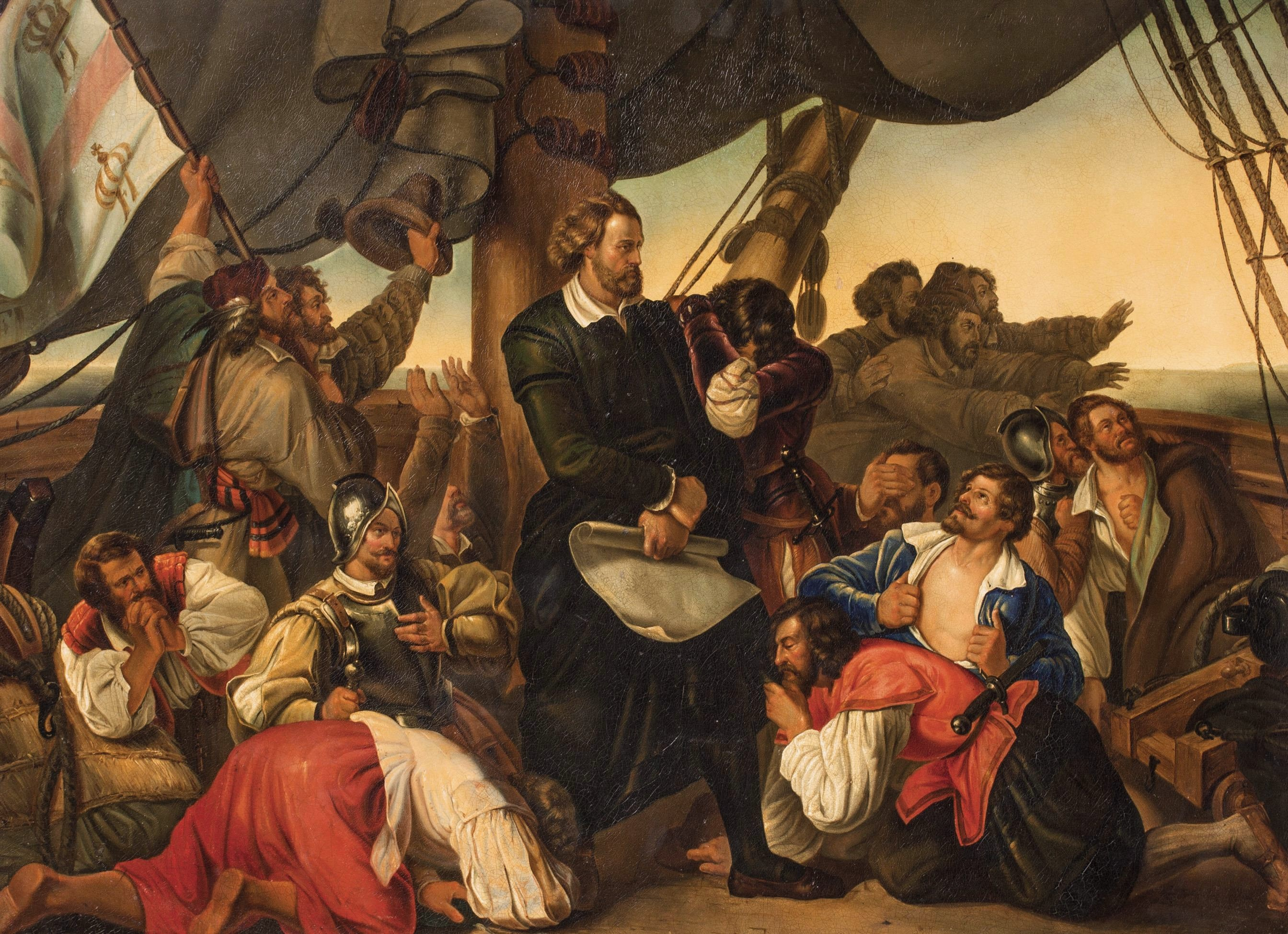
「コロンブスのアメリカ発見」（1846年）
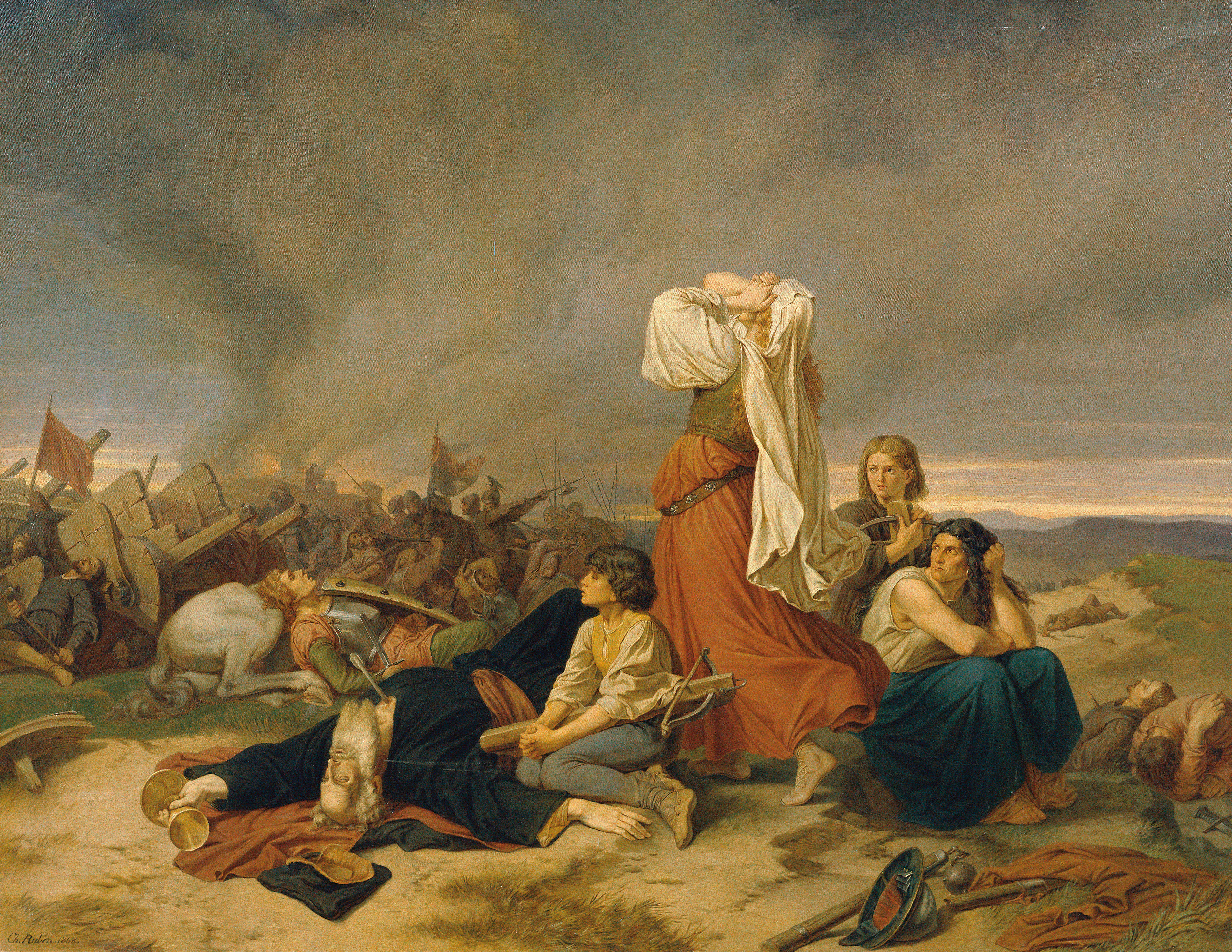
リパニの戦い
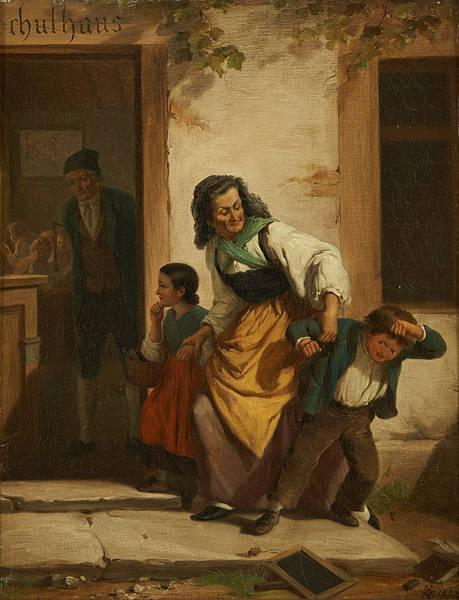